# Baumsche Villa

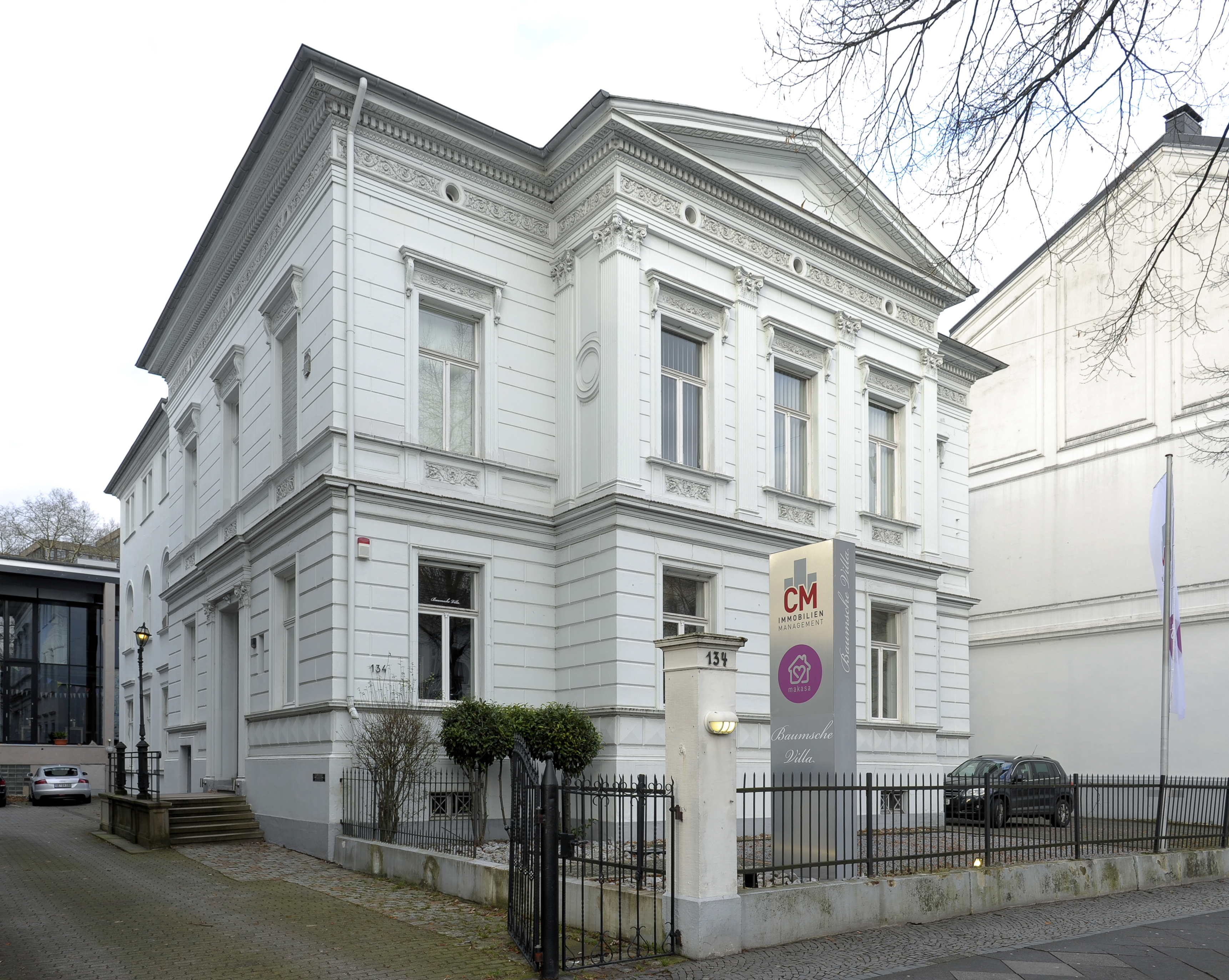
Baumsche Villa

Die Baumsche Villa (Hausanschrift: Friedrich-Ebert-Straße 134) ist eine Villa im Wuppertaler Wohnquartier Arrenberg, im Stadtbezirk Elberfeld-West. Sie liegt am Fuß des Nützenberges im Abschnitt der Friedrich-Ebert-Straße, die hier als Bundesstraße 7 klassifiziert ist.

## Architektur und Lage
Die zweigeschossige Villa wurde in der Zeit zwischen 1850 und 1869 im klassizistischen Stil erbaut. Überdeckt wird der Bau mit einem flachgeneigten Walmdach.
Die streng symmetrische, fünfachsige straßenseitige Front ist mit einem zweigeschossigen, dreiachsigen Mittelrisalit, der von einem Dreiecksgiebel überdeckt wird, ausgeführt. Die reich gestaltete weiße Fassade ist mit Putzgliederungen und -dekoren ausgestattet. Die nordöstliche Seite wurde mit einem zentrierten, aufwändig gestalteten zweigeschossigen Vorbau versehen.
Erschlossen wird das Gebäude an der südwestlichen Seite über eine zweiläufige Außentreppe. Hier, an der westlichen von der Straße abgewandten Seite, schließt sich ein wesentlich schlichter gestalteter Anbau mit geringfügig tiefer liegender Traufe und mit quadratischem Grundriss an. Vermutlich war in diesem dreigeschossigen Anbau ehemals das Hauspersonal untergebracht.
Die Rückfront entspricht nicht mehr dem ursprünglichen Zustand, zum späteren Zeitpunkt wurde ein massiver eingeschossiger Vorbau mit überdeckender, in einer Holzkonstruktion errichteten Loggia angebaut.

## Geschichte
Das Gebäude wurde inklusive der straßenseitigen Einfriedigung als Baudenkmal am 16. Januar 1986 in die Denkmalliste der Stadt Wuppertal eingetragen.
Das Gebäude wurde in den 1960er und 1970er Jahren als Höhere Privatschule Dr. Hoppmann genutzt. Von 2008 bis 2013 war ein Anbieter von Küchengestaltung in diesem Haus ansässig.
Von 2015 bis 2017 war ein Zusammenschluss verschiedener Anbieter aus Einzelhandel und Dienstleistungen in der Baumschen Villa vertreten.
Seit Dezember 2017 hat die CM Immobilienmanagement GmbH ihren Sitz in der Baumschen Villa.